# Amphoe Tha Wang Pha

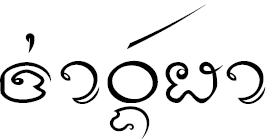
„Tha Wang Pha“ in Lanna-Schrift

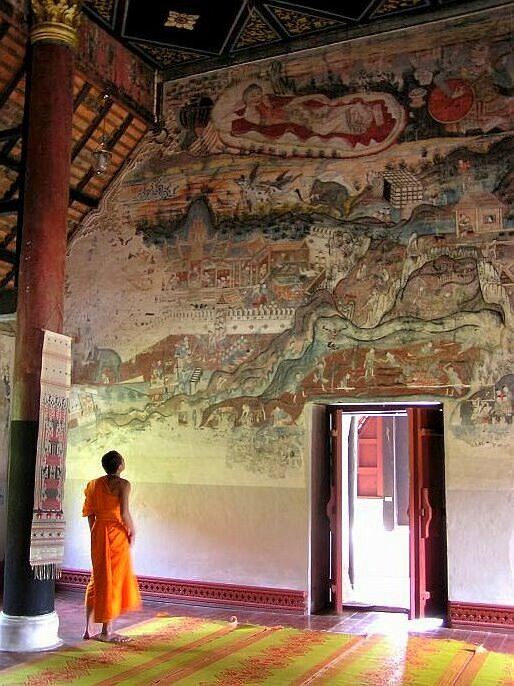
Wandmalereien des Wat Nong Bua

Amphoe Tha Wang Pha (Thai: อำเภอ ท่าวังผา) ist ein Landkreis (Amphoe - Verwaltungs-Distrikt) der Provinz Nan. Die Provinz Nan liegt im Nordosten der Nordregion von Thailand.

## Geographie
Benachbarte Landkreise (von Norden im Uhrzeigersinn): die Amphoe Song Khwae, Chiang Klang, Pua, Santi Suk und Mueang Nan der Provinz Nan sowie Amphoe Pong in der Provinz Phayao.

## Geschichte
Tha Wang Pha wurde am 1. Oktober 1962 zunächst als „Zweigkreis“ (King Amphoe) eingerichtet, indem Teile vom Amphoe Pua abgetrennt wurden. 
Am 28. Juli 1965 wurde Tha Wang Pha zum Amphoe heraufgestuft.

## Sehenswürdigkeiten
- Wat Nong Bua (วัดหนองบัว) - buddhistische Tempelanlage (Wat) im Dorf Ban Nong Bua mit hervorragenden Wandmalereien ähnlich denen im Wat Phumin
- Nationalparks:
  - Nationalpark Nanthaburi (อุทยานแห่งชาตินันทบุรี) - der 548.125 Rai (etwa 877 km²) große Park erstreckt sich bis in den Landkreis Ban Luang, er besteht aus hohen Bergen, wie zum Beispiel dem Yod Doi Wao (ยอดดอยวาว) mit einer Höhe von 1674 Metern. Sehenswert ist die artesische Quelle Ban Namki (บ่อน้ำพุร้อนบ้านน้ำกิ) mit bis zu 80 °C heißem Wasser sowie zahlreiche Wasserfälle.

## Verwaltung

### Provinzverwaltung
Der Landkreis Tha Wang Pha ist in zehn Tambon („Unterbezirke“ oder „Gemeinden“) eingeteilt, die sich weiter in 91 Muban („Dörfer“) unterteilen.
| Nr. | Name         | Thai   | Muban | Einw. |
| --- | ------------ | ------ | ----- | ----- |
| 01. | Rim          | ริม     | 07    | 4.134 |
| 02. | Pa Kha       | ป่าคา   | 07    | 5.048 |
| 03. | Pha To       | ผาตอ   | 07    | 5.426 |
| 04. | Yom          | ยม     | 10    | 4.665 |
| 05. | Tan Chum     | ตาลชุม  | 14    | 6.424 |
| 06. | Si Phum      | ศรีภูมิ   | 12    | 6.640 |
| 07. | Chom Phra    | จอมพระ | 11    | 5.308 |
| 08. | Saen Thong   | แสนทอง | 08    | 3.843 |
| 09. | Tha Wang Pha | ท่าวังผา | 07    | 5.334 |
| 10. | Pha Thong    | ผาทอง  | 08    | 4.152 |

### Lokalverwaltung
Es gibt eine Kommune mit „Kleinstadt“-Status (Thesaban Tambon) im Landkreis:
- Tha Wang Pha (Thai: เทศบาลตำบลท่าวังผา) bestehend aus dem kompletten Tambon Tha Wang Pha.

Außerdem gibt es neun „Tambon-Verwaltungsorganisationen“ (องค์การบริหารส่วนตำบล – Tambon Administrative Organizations, TAO)
- Rim (Thai: องค์การบริหารส่วนตำบลริม) bestehend aus dem kompletten Tambon Rim.
- Pa Kha (Thai: องค์การบริหารส่วนตำบลป่าคา) bestehend aus dem kompletten Tambon Pa Kha.
- Pha To (Thai: องค์การบริหารส่วนตำบลผาตอ) bestehend aus dem kompletten Tambon Pha To.
- Yom (Thai: องค์การบริหารส่วนตำบลยม) bestehend aus dem kompletten Tambon Yom.
- Tan Chum (Thai: องค์การบริหารส่วนตำบลตาลชุม) bestehend aus dem kompletten Tambon Tan Chum.
- Si Phum (Thai: องค์การบริหารส่วนตำบลศรีภูมิ) bestehend aus dem kompletten Tambon Si Phum.
- Chom Phra (Thai: องค์การบริหารส่วนตำบลจอมพระ) bestehend aus dem kompletten Tambon Chom Phra.
- Saen Thong (Thai: องค์การบริหารส่วนตำบลแสนทอง) bestehend aus dem kompletten Tambon Saen Thong.
- Pha Thong (Thai: องค์การบริหารส่วนตำบลผาทอง) bestehend aus dem kompletten Tambon Pha Thong.